# 米科·龙凯宁
米科·龙凯宁（芬蘭語：Mikko Ronkainen，1978年11月25日—），芬兰男子自由式滑雪运动员。他曾代表芬兰参加2002年、2006年和2010年冬季奥林匹克运动会自由式滑雪比赛，获得一枚银牌。